# Csodabogyó
A csodabogyó (Ruscus) az egyszikűek (Liliopsida) osztályának spárgavirágúak (Asparagales) rendjébe, ezen belül a spárgafélék (Asparagaceae) családjába tartozó nemzetség.
Az angol nyelvben csodabogyónak (wonderberry) nevezik a Solanum retroflexum növényfajt is.

## Rendszerezés
A nemzetségbe az alábbi 6 faj és 1 hibrid tartozik:
- szúrós csodabogyó (Ruscus aculeatus) L.
- Ruscus colchicus Yeo
- lónyelvű csodabogyó (Ruscus hypoglossum) L.
- Ruscus hypophyllum L.
- Ruscus hyrcanus Woronow
- Ruscus × microglossus Bertol.
- Ruscus streptophyllus Yeo